# Conoblemmus tshirkunae
Conoblemmus tshirkunae is een rechtvleugelig insect uit de familie krekels (Gryllidae). De wetenschappelijke naam van deze soort is voor het eerst geldig gepubliceerd in 1947 door Mishchenko.